# Раабен, Рудольф Самойлович
Вике́нтий Рудо́льф Само́йлович фон Раабен (1843 — после 1917) — российский военный деятель, генерал от инфантерии.

## Биография
Родился 10 апреля 1843 года[по какому календарю?] в дворянской католической семье. Происходил из дворян Черниговской губернии: отец — волынский дворянин Самуил Маркович фон Раабен, мать — Агафья (Агата), урожденная Юшкевич.
Окончил Второй кадетский корпус и 16 июня 1862 года поступил на военную службу. Затем учился во 2-м военном Константиновском училище, из которого 12 июня 1863 года выпущен поручиком с прикомандированием к лейб-гвардии Гатчинскому полку; 30 августа 1863 года произведён в подпоручики.
Участвовал в подавлении восстания в Польше 1863—1864 года.
30 августа 1867 года был произведён в чин поручика, 20 апреля 1869 года — в чин штабс-капитана.
В 1871 году окончил Николаевскую академию Генерального штаба по 1-му разряду.
С 14 января 1872 года — капитан.
С 14 января 1871 по 27 марта 1873 года — старший адъютант штаба 9-й пехотной дивизии. С 12 марта 1873 по 30 августа 1874 — штаб-офицер для поручений при штабе Восточно-Сибирского военного округа; 
8 апреля 1873 года произведён в подполковники.
С 30 августа 1874 по 21 марта 1876 года состоял при главном штабе в числе штаб-офицеров генерального штаба положенных по штату. С 21 марта по 5 ноября 1876 года — столоначальник главного штаба; 4 апреля 1876 года за отличие произведён в полковники.
Участник русско-турецкой войны 1877—1878 годов; с 5 ноября 1876 по 31 августа 1877 года — штаб-офицер генерального штаба полевом интендантском управлении действующей армии; с 31 августа 1877 по 19 января 1883 года — начальник штаба 9-й пехотной дивизии.
С 19 января 1883 по 6 октября 1894 года состоял для особых поручений при войсковом наказном атамане Войска Донского.
30 августа 1885 года за отличие произведён в генерал-майора.
С 6 октября 1894 по 3 марта 1895 года — помощник начальника штаба Московского военного округа
3 января 1895 по 17 марта 1898 года — начальник штаба Войска Донского.
С 14 мая 1896 года — генерал-лейтенант (за отличие).
С 17 марта 1898 по 10 июля 1899 года — начальник 26-й пехотной дивизии.
С 10 июля 1899 по 4 мая 1903 года — бессарабский губернатор. Снят с должности после Кишинёвского еврейского погрома (6 — 7 апреля 1903) за проявленные растерянность и бездействие власти и с 4 мая 1903 по 24 февраля 1904 года состоял в причислении к Министерству внутренних дел. С 24 февраля 1904 по 5 марта 1905 года состоял по Военному министерству.
С 5 марта 1905 года — член Александровского комитета о раненых. Числился по генеральному штабу; 6 декабря 1906 года за отличие произведён в генералы от инфантерии.
В период между 1896 и 1903 годами перешёл из католичества в православие с именем Викентий.

## Награды
- орден Святой Анны 4-й ст. (1863)
- орден Святой Анны 3-й ст.[2]
- орден Святого Георгия 4-й ст. (27.02.1878)
- орден Святого Владимира 4-й ст. с мечами и бантом (1878)
- орден Святой Анны 2-й ст. (1880);
- орден Святого Владимира 3-й ст. (1884)[2]
- орден Святого Станислава 1-й ст. (1887);
- орден Святой Анны 1-й ст. (1890)
- орден Святого Владимира 2-й ст. (1893)
- орден Белого Орла (1901)
- орден Святого Александра Невского (06.12.1909, бриллиантовые знаки — 12.06.1913)[3]
- знак отличия за 40 лет беспорочной службы.

## Семья
Был женат на Ольге Петровне Поповой.
Их сын — подполковник Леонид Рудольфович Раабен (19.08.1871—1904), погиб на русско-японской войне под Ляояном (похоронен на кладбище петербургского Новодевичьего монастыря).